# Miłczo Manczewski
Miłczo Manczewski, Milčo Mančevski, cyryl. Милчо Манчевски (ur. 18 października 1959 w Skopju) – macedoński reżyser i scenarzysta filmowy i telewizyjny, pracujący w dużym stopniu w USA. Od czasu wyjazdu do Ameryki używa zwykle transkrypcji Milcho Manchevski.

## Życiorys
Ukończył studia z zakresu archeologii i historii sztuki na wydziale filozoficznym Uniwersytetu Św. Cyryla i Metodego w Skopju. Jego najsłynniejszy film Przed deszczem (1994) zdobył Złotego Lwa na 51. MFF w Wenecji. Nominowano go też do Oscara dla najlepszego filmu nieanglojęzycznego. Obraz otrzymał również szereg innych nagród (w sumie około 30, w tym Nagrodę Publiczności na Warszawskim Festiwalu Filmowym). Przed deszczem należy (obok dzieł Emira Kusturicy) do najważniejszych filmów dotyczących konfliktów etnicznych na Bałkanach związanych z rozpadem Jugosławii.
Manczewski jest też twórcą wideoklipów. Zasiadał w jury sekcji "Horyzonty" na 69. MFF w Wenecji (2012).

## Filmografia

### Reżyser
- 1985: Opasna baba – film krótkometrażowy
- 1994: Przed deszczem (Before the Rain) – wyświetlany w Polsce także pod tytułem Zanim spadnie deszcz
- 2001: Proch i pył
- 2002: Prawo ulicy – serial TV (1 odcinek)
- 2007: Duchy
- 2010: Matki
- 2013: Venice 70: Future Reloaded
- 2017: Bikini Moon
- 2019: Wierzba
- 2022: Kajmak